# Bodian Massa
Bodian Massa (Marsiglia, 21 ottobre 1997) è un cestista francese.